# مرکز اطلاعاتی ضدتروریسم و جنایات سازمان‌یافته
مرکز اطلاعاتی ضدتروریسم و جنایات سازمان‌یافته (انگلیسی: Intelligence Center for Counter-Terrorism and Organized Crime) (CITCO) یک سازمان اطلاعاتی اسپانیایی است که مسئولیتش جلوگیری از تروریسم محلی، جرائم سازمان یافته و سایر سازمان‌های تندور توسط تجزیه و تحلیل تمام اطلاعات داخلی کشور است.
این مؤسسه در ۱۵اکتبر۲۰۱۴ توسط فرمان سلطنتی ۸۷۳/۲۰۱۴ بتاریخ ۱۰ اکتبر ۲۰۱۴ که فرمان سلطنتی ۴۰۰/۲۰۱۲ بتاریخ ۱۷ فوریه ۲۰۱۲ تأسیس شد که در ساختار بنیانی وزارت داخله ایجاد شد. این مؤسسه در نتیجه بهم پیوستن دو مؤسسه اطلاعاتی محلی و منطقه ای به وجود آمد که مرکز هماهنگی ضد تروریسم ملی (CNCA) و مرکز اطلاعاتی ضد جنایت سازمان یافته (CICO)، هر دو وابسته به معاونت امنیت وزارت داخله بودند. این اتحاد برای هدف خوشبینانه ای در عملکرد هر دو مؤسسه و بکارگیری مزایا و منابع آن‌ها در مقابله با تهدیدات رشدیابنده از جانب ارتباطات نزدیک سازمان‌های تندرو با فطرت خشونت طلبانه و جنایات سازمان یافته با گرایش تروریستی بود.

## کادرهای مؤسسه
کادرهای این مؤسسه تشکیل شده‌است از:
- نیروهایی از پلیس(CNP)
- گارد شهری
- نیروهای حفاظت مرزی
- نیروهای نظامی اسپانیا
- مرکز ملی اطلاعات (CNI).

## عملکرد
بنابه فرمان سلطنتی ۸۷۳/۲۰۱۴ مرکز اطلاعاتی ضدتروریسم و جرائم سازمان یافته CITCO مسئول گردآوری تجزیه و تحلیل اطلاعات استراتژیک در مبارزه علیه جنایات سازمان یافته و تروریسیم و نیروهای رادیکال، طراحی استراتژی مشخص برای مقابله با تهدیدات از جانب آن‌ها و در صورت لزوم، مشخص کردن معیار برای اقدام‌های لازم عملی و هماهنگی عملیاتی قسمت‌هایی که در موارد برخورد یا به ویژه در تحقیقات نیاز باشد.
- برای دریافت و تجزیه و تحلیل اطلاعات و بررسی و تحلیل عملیاتی مربوط به جرایم سازمان یافته یا به ویژه جرایم سنگین، تروریسم و رادیکالیزم خشونت‌آمیز که مربوط به توسعه اطلاعات هوشمندانه جنایی استراتژیک و آینده نگر در ارتباط با این پدیده‌ها هستند، تمام اطلاعات عملیاتی که دریافت یا جمع‌آوری می‌کند را در طرح‌های ملی و بین‌المللی، ادغام و به نیروهای امنیتی و نظامی کشور منتقل می‌کند.
- به منظور تصمیم‌گیری، صدور فرامین و ایجاد هماهنگی عملیاتی در موارد مداخله مشترک یا همزمان عملکرد واحدهای عملیاتی نیروهای امنیتی دولتی و ارتش، و سایر نفرات از آژانس‌های دخیل، بر اساس نیازمندی‌های آن‌ها در عملیات مشترک عمل می‌کند.
- تهیه گزارش سالانه در مورد وضعیت جرایم سازمان یافته، تروریسم و رادیکالیسم خشونت‌آمیز در اسپانیا، و نیز ارزیابی دوره ای از تهدیدات در این زمینه.
- اقدام به توزیع و انتشار اطلاعات آماری مرتبط با مسائل مربوطه.
- تهیه پیشنهادها در رابطه با استراتژی ملی علیه جرائم سازمان یافته، تروریسم و رادیکالیسم خشونت‌آمیز و به روز کردن هماهنگی‌ها و طرح‌های تأیید شده و پیاده‌سازی آن‌ها به‌طور مستمر.
- برای ترفیع صلاحیت‌های مشخص که مقررات و موافقت نامه‌های مختلف، ملی و بین‌المللی، به وزارت کشور در مبارزه علیه تروریسم و جرایم سازمان یافته اختصاص داده‌اند.